# Інцидент із DC-10 над Нью-Мексико
Інцидент з DC-10 над Соккоро — авіаційний інцидент, що стався 3 листопада 1973 року. Авіалайнер McDonnell Douglas DC-10-10 американської вже неіснуючої авіакомпанії National Airlines виконував плановий внутрішній рейс NA27 за маршрутом Маямі — Новий Орлеан — Х'юстон — Лас-Вегас — Сан-Франциско, але через 2 години після вильоту з Х'юстонського аеропорту Х'юстон-Інтерконтінентал під час прольоту над Сокорро у нього відмовив та зруйнувався двигун № 3 (правий); його уламки сильно пошкодили фюзеляж, праве крило та обидва інші двигуни літака, що призвело до розгерметизації, відмови ряду систем управління і загибелі 1 пасажира (його викинуло через утворену у фюзеляжі діру). Екіпаж успішно посадив пошкоджений лайнер у міжнародному аеропорту Альбукерке. Зі 128 людей, що перебували на його борту (116 пасажирів і 12 членів екіпажу) загинув 1, ще 24 отримали поранення різного ступеня тяжкості.

## Розслідування
Розслідування причин інциденту з рейсом NA27 проводила Національна рада з безпеки на транспорті (NTSB).
Остаточний звіт розслідування було опубліковано 15 січня 1975 року.

## Подальша доля літака
Після інциденту над Сокорро лайнер McDonnell Douglas DC-10-10 борт N60NA був відремонтований і продовжив експлуатуватися авіакомпанією National Airlines, у 1974 році змінивши ім'я на Suzanne. 7 січня 1980 року був куплений авіакомпанією Pan American (в ній він отримав ім'я Clipper Meteor). 24 січня 1984 року літак було продано авіакомпанії American Airlines та її б/н змінився на N145AA. У липні 1999 року літак було передано вантажної авіакомпанії FedEx Express, але не експлуатувався в ній. У листопаді 2001 року літак було списано та розділено на металобрухт.